# Телевізор (фільм)
«Телевізор» (англ. The TV Set) — американський художній фільм 2006 року режисера Джейка Кездана. Слоган фільму англійською: «A place where dreams are canceled» (Місце, де мрії скасовуються).

## Опис
Щозими великі телемережі розглядають сотні сценаріїв для ТВ-пілоток. Щовесни тільки мала частина з цих сценаріїв перетворюється на фільми. Приблизно одна чверть з них відбираються і перетворюються на повноцінні серіали. Решта ніколи не вийдуть у світ. Це історія однієї пілотки. На яких умовах може реалізуватися проект, про який двоє продюсерів — американська залізна леді і ввічливий англієць — намагаються домовитися зі сценаристом фільму, що намагаються поставити те, що хочеться, а не те, що буде популярним?

## Актори
| Актор          | Роль                |
| -------------- | ------------------- |
| Сігурні Вівер  | Ленні               |
| Девід Духовни  | Майк Клейн          |
| Йоан Гріффіт   | Річард Маккаллістер |
| Джуді Грір     | Еліс                |
| Фран Кранц     | Зак Гарпер          |
| Ліндсі Слоун   | Лорель Саймон       |
| Люсі Девіс     | Хлоя Маккаллістер   |
| Жюстін Бейтман | Наталі Клейн        |
| Віллі Гарсон   | Браян               |
| М. К. Гейні    | Гатч                |

## Сприйняття
Rotten Tomatoes дав оцінку 64 % на основі 76 відгуків від критиків і 58 % від більш ніж 5000 глядачів.